# كيلي لوكاس
كيلي لوكاس (بالإنجليزية: Kellie Lucas) هي لاعبة كرة الريشة أسترالية، ولدت في 31 مارس 1978 في بالارات في أستراليا.

## وصلات خارجية
- كيلي لوكاس على موقع BWF.tournamentsoftware.com (الإنجليزية)
- كيلي لوكاس على موقع BWFbadminton.com (الإنجليزية)
- كيلي لوكاس على موقع اللجنة الأولمبية الدولية (الإنجليزية)
- كيلي لوكاس على موقع أوليمبيديا (الإنجليزية)
- كيلي لوكاس على موقع اللجنة الأولمبية الأسترالية (الإنجليزية)
- كيلي لوكاس على موقع اتحاد ألعاب الكومنولث (مؤرشف) (الإنجليزية)
- كيلي لوكاس على موقع دورة ألعاب الكومنولث 2006 (مؤرشف) (الإنجليزية)